# Resin
Resin — веб-сервер и сервер приложений (Java application server) для Java от Caucho Technology. В Resin входят две версии: Resin (GPLv3) и Resin Pro.
Resin — это урезанная в оптимизации и некоторых других аспектах версия Resin Pro.
В соответствии с маркетинговыми материалами Caucho Technology, Resin Open Source подходит для любителей, разработчиков и веб-сайтов с малым количеством трафика, которым не нужна производительность и повышенная надёжность Resin Professional. Resin Professional будет добавлять новые функции которые нужны в профессиональной среде.

## Особенности

### Масштабируемость
- Кластеры
- Распределённые сессии
- Распределение нагрузки

### Разработка
- Классовая компиляция
- Профилирование и массовый анализ
- Не требует GUI
- Поддержка JUnit
- Интеграция Ant/Maven/Ivy
- Интеграция в IDE
- Гибкое управление проектом
- Журналирование

### Готовое производство
- Надёжность
- Мониторинг
- Развёртываемость
- Версионная развёртываемость
- Слияние путей
- Поиск и устранение неисправностей
- Регулирование

### Другое
- Статические файлы/JSP/Servlet/JSF
- Поддержка транзакций
- Расширенное журналирование
- URL rewriting
- Proxy caching
- Gzip сжатие
- SSL
- Виртуализация хостов
- COMET

## Технические различия
Quercus — это основанная на Java реализация PHP, которая входит в состав Resin. В соответствии с презентацией Эмиля Онга (из Caucho), сделанной в Сан Франциско на Java Meetup Group в апреле 2008 года, относящейся к Resin 3.1, существенная разница в работе Quercus, Resin Open Source и Resin Professional — это то, что в Resin Professional PHP компилируется в Java-байткод, в то время как в Resin Open Source PHP исполняется интерпретатором.

## Лицензии
Ранние версии Resin Open Source были выпущены с проблематичным лицензированием, но последующие версии были доступны под более обычными и стандартными лицензиями c открытым исходным кодом.

#### Ранние лицензии
Первоначально Resin был выпущен под лицензией, значительно отклонённой от Open source software, Resin был не распространяемым, и все права на изменения и улучшения кода в случае связи с остальными, становились собственностью Caucho Technology. Кроме того, лицензия предусматривала, что если любой судебный иск возник в связи с нарушением условий лицензии и решение суда было в пользу Caucho Technology, все расходы должны быть оплачены по лицензии.

#### Нынешняя лицензия
С версии 3.0.9 Resin Open Source находится под GPL.